# Prąd Benguelski

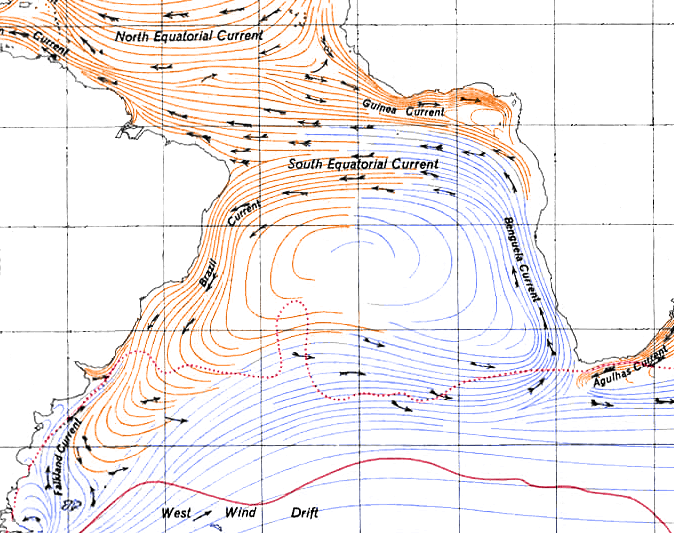
Cyrkulacja wód powierzchniowych południowego Atlantyku

Prąd Benguelski – zimny prąd morski wzdłuż wybrzeża południowo-zachodniej Afryki, odgałęzienie Prądu Wiatrów Zachodnich, płynący z południa, tj. od okolic Przylądka Dobrej Nadziei, ku równikowi.
Jest częścią zamkniętej cyrkulacji południowego Atlantyku, nazywanej także południowoatlantyckim wirem subtropikalnym, a także rozpatrywanego w szerszym kontekście antycyklonalnego, podzwrotnikowego systemu cyrkulacji półkuli południowej. Łączy się z ciepłym Prądem Południoworównikowym, który w miarę zbliżania się do Ameryki Południowej dzieli się na dwie odnogi – jedną, kierującą się na północ, drugą na południe. Ramię południowe przechodzi w ciepły Prąd Brazylijski, który płynie wzdłuż wybrzeża południowoamerykańskiego, by ostatecznie zasilić płynący z zachodu Prąd Wiatrów Zachodnich.

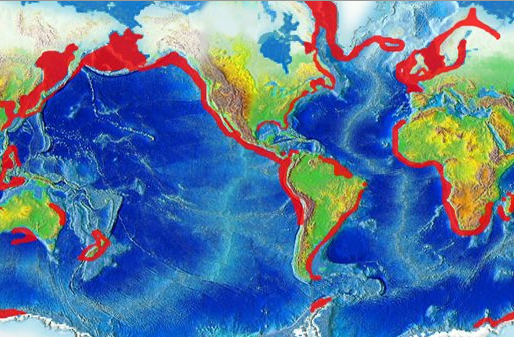
Obszary upwellingu na świecie

Jego niska temperatura jest wynikiem dwóch głównych składowych – zimnych wód okołobiegunowych wędrujących wraz z Prądem Wiatrów Zachodnich oraz zjawiska upwellingu u wybrzeży Afryki, czyli wynoszenia się ku powierzchni wód głębinowych.
Masy wód prądu przemieszczają się z prędkością 1 km/h, w ilości około 16 mln m³/s. W marcu temperatura wód przypowierzchniowych prądu u wybrzeża Afryki waha się w granicach od 14 do 17 °C, na otwartym oceanie od 20 do 27 °C. We wrześniu i październiku temperatura wody jest niższa i wynosi 12–15 °C dla obszarów przybrzeżnych, do 19–26 °C w otwartej toni. Jest odpowiedzialny za ochładzanie i wysuszanie zachodniego brzegu Afryki, czego efektem jest między innymi rozwój pustyni Namib.
Charakterystycznym zjawiskiem klimatyczno-hydrologicznym jest Benguela Niño, podczas którego ciepłe i ubogie w składniki odżywcze masy wód z obszaru przybrzeżnego Angoli płyną na południe, mieszając się z zimnymi wodami Prądu Benguelskiego. Proces przemieszczania się ciepłej wody z Angoli na południe obserwuje się co roku, jednak podczas Benguela Niño jest szczególnie nasilony, może bowiem osiągać równoleżnik 25°S. Do tej pory zanotowano trzy takie wydarzenia (1934, 1963, 1984). W 1963 temperatury u wybrzeża Namibii były wyższe o 2–4 °C od zwykle tam występujących w tym samym czasie.